# Fútbol en Chile
El fútbol en Chile es el deporte más practicado, mayormente a nivel masculino en las áreas urbanas populares. Su organización está a cargo de la Federación de Fútbol de Chile, creada en 1895, afiliada a la Federación Internacional (FIFA) desde 1913 y una de las fundadoras de la Confederación Sudamericana (Conmebol) en 1916. En la categoría varonil, la selección chilena surgió en 1910, la primera división de duración anual, en 1933 y el «clásico nacional» es jugado entre los clubes Colo-Colo y Universidad de Chile; mientras que en la femenil, la selección chilena surgió en 1991 y la primera división de duración anual, en 2008. Su principal coliseo es el Estadio Nacional Julio Martínez Prádanos, ubicado en la capital Santiago, y su desarrollo futbolístico lo sitúa en la segunda línea mundial histórica.
El estilo de juego aplicado tradicionalmente por los futbolistas chilenos es denominado «fútbol de barrio», enmarcado dentro del «fútbol sudamericano», de carácter individual improvisado. Los de clase mundial han sido Raúl Toro y Sergio Livingstone en las décadas de 1930 y 1940; Jorge Robledo, Enrique Hormazábal, Leonel Sánchez y Luis Eyzaguirre en las de 1950 y 1960; Carlos Reinoso, Elías Figueroa, Carlos Caszely y Roberto Rojas en las de 1970 y 1980; Iván Zamorano y Marcelo Salas en las de 1990 y 2000; así como Arturo Vidal, Alexis Sánchez, Claudio Bravo y Christiane Endler en la actualidad. Los principales entrenadores han sido Luis Tirado, Fernando Riera, Luis Álamos, Leonardo Véliz, José Sulantay y Manuel Pellegrini.
El país posee 10 títulos internacionales oficiales. La selección absoluta ha obtenido el tercer lugar en la Copa Mundial de 1962 —el «principal logro del fútbol chileno», cuando fue la sede—, ha sido subcampeón en la Copa Confederaciones de 2017 y ha ganado la Copa América en 2015 y 2016; la sub-23 ha conseguido la medalla de bronce en los Juegos Olímpicos de 2000; en tanto que la sub-20 y la sub-17 han alcanzado el tercer puesto respectivamente en la Copa Mundial de 2007 y 1993. La selección femenina sub-15 conquistó la medalla de oro en los Juegos Olímpicos de la Juventud en 2010, mientras que la selección masculina sub-20 ganó la medalla de oro en los juegos suramericanos en 2018. Los clubes chilenos cuentan con una Copa Libertadores de América (1991), una Copa Sudamericana (2011), una Recopa Sudamericana (1992), dos Copa Interamericana (1992 y 1994) y una Copa Libertadores de América Femenina (2012).
El fútbol chileno en el siglo XX se considera a partir del año 1906, año de la fundación de los Clubes Obreros de Fútbol, a pesar de que sus orígenes se remontan al siglo pasado en la ciudad de Valparaíso con la influencia de los marinos e inmigrantes ingleses y la creación de la Football Association of Chile en 1895. Durante esta época previa se fundaron los primeros clubes nacionales que incluían a Santiago Wanderers, Santiago National y Rangers de Talca. Este deporte tuvo dos eras que marcaron el siglo, la Era Aficionada y la Era Profesional, donde tuvo una gran incidencia tanto a nivel amateur como profesional la Dictadura Militar.
A lo largo del siglo el deporte fue representado con gran mayoría por jugadores hombres, teniendo profesionales reconocidos de fama internacional tales como Sergio Livingstone, Elias Figueroa, Leonel Sánchez, Iván Zamorano y Marcelo Salas. Situación que ha comenzado a cambiar con los inicios del fútbol chileno femenino en 1991 y que ha sentado las bases para empezar el camino de la profesionalización del mismo.

## Historia

### Era aficionada
Como antecedente, los indígenas mapuches han practicado el trümün, de características similares, en el actual territorio chileno durante siglos.
El fútbol llegó a Chile en el siglo XIX junto con los inmigrantes británicos, que entraron a través de los puertos de Valparaíso —para luego pasar a Santiago—, Coquimbo y Talcahuano, entre otros. El primer campo donde se jugó fútbol en Chile fue en los terrenos del colegio británico The Mackay School (1857), en el Cerro Alegre de Valparaíso, lugar de residencia de muchos miembros de la colonia británica en el puerto y quienes habrían creado el primer club de la historia de Chile: el Mackay and Sutherland Football Club en 1882. Fue en el puerto donde los marinos e inmigrantes ingleses importaron el fútbol, que se comenzó a jugar en colegios británicos y en reuniones sociales de inmigrantes ingleses. Para 1884, empleados y directores de empresas comerciales inglesas jugaban habitualmente en el Parque Cousiño de la capital chilena.
El 15 de agosto de 1892 se fundó Santiago Wanderers, el «club vigente más antiguo de Chile». En 1893, comenzaron los intercities, encuentros entre jugadores de Santiago y de Valparaíso, que aceleraron el desarrollo de la práctica futbolística en Chile. Conocido como el primer partido formal en la historia del fútbol chileno, el primer encuentro inter city se jugó en el Parque Cousiño el 5 de agosto de 1893 entre seleccionados de Valparaíso y Santiago; el partido terminó 7-2 a favor de los porteños.

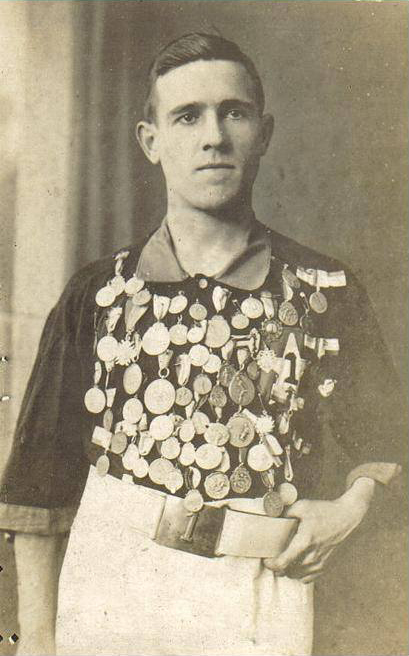
Ramón Unzaga, el registrador de las técnicas «chilena» en 1914 y «salto a horcajadas».

El 19 de junio de 1894 se reunieron en la Casa de Botes de Valparaíso los representantes de los clubes Mackay and Sutherland, Chilian, National, Valparaíso y el Colegio San Luis para formar el Committee of Sports con el objetivo de fomentar la práctica deportiva en el puerto. Todo parte con el contacto entre los dueños de la compañía de artículos deportivos Tolson & Osborne y el periodista Robert Reid. Los comerciantes querían incentivar una competencia deportiva más organizada para así darle salida a sus productos. En su primer aniversario, los miembros del Committee of Sports se reunieron para formar la «primera asociación de clubes en Chile» en el Café Pacific en Valparaíso, donde participaron seis clubes: también Valparaíso Wanderers y Victoria Rangers, los que originaron la Football Association of Chile (FAC). En sus primeros años, se afilió a la inglesa The Football Association buscando su inserción internacional y en 1913, a la FIFA. Paralelamente, fue fundada la National Football Association por otros clubes.
En Valparaíso la FAC inició la Challenge Cup en 1896 —el «primer campeonato oficial en Chile»—, mientras que en el resto del país la actividad constaba de partidos amistosos. El 15 de mayo de 1903 los representantes de 14 clubes fundaron la Asociación de Football de Santiago, que inició la Copa Subercaseaux, ganada en sus comienzos por Atlético Unión capitaneado por Juan Ramsay, catalogado como el «padre del fútbol santiaguino», ya que lo masificó colaborando en la fundación de numerosos clubes e impulsó el desarrollo del estilo «fútbol de barrio». En 1904 Magallanes fue aceptado como miembro. En esa misma década el fútbol empieza a extenderse por el resto del país, apareciendo los primeros clubes de provincia, como el 18 de septiembre y el Rangers en Talca (1902), el Fernández Vial en Concepción (1903).
A nivel nacional el 15 de mayo de 1903 se fundó la Asociación de Football de Santiago dando origen al primer campeonato a nivel nacional denominado Copa Subercaseaux, donde sólo participaron clubes de la capital, y tuvo como campeón a Atlético Unión. Juan Ramsay, capitán de Atlético Unión, es catalogado como “el padre del fútbol santiaguino” ya que fue el precursor de varios clubes que participaron en el primer campeonato. El fútbol se popularizó de manera fugaz y se extendió a lo largo del territorio nacional dando origen constantemente a nuevos clubes tales como Everton, Audax Italiano, Ñublense, Deportes Temuco y San Luis de Quillota, los cuales permanecen hasta la actualidad. A lo largo de la década existían cada vez más afiliados a la idea de la profesionalización del fútbol a nivel nacional dando cuenta de el crecimiento como deporte en el aspecto nacional.
A nivel internacional, en 1910 se convocó a la primera Selección Nacional que debutó el 27 de mayo de 1910 para las fiestas del Centenario argentino. En 1916, Chile fue uno de los cuatro participantes y fundadores de la Confederación Sudamericana dando origen al Campeonato Sudamericano, conocido hoy en día como Copa América. A la vez, Chile fue anfitrión de la segunda versión del campeonato en 1920, realizado en el Sporting de Viña del Mar.
Desde 1906 a 1923 los clubes de fútbol sirvieron como un espacio para que los trabajadores urbanos pudieran estrechar vínculos solidarios entre ellos, por los que los clubes de fútbol se conocerán como Clubes Obreros de Fútbol (COF). Para los trabajadores obreros el fútbol era visto como una actividad beneficiosa para sus cualidades físicas e intelectuales. Los COF fomentaron una cultura deportiva entre los trabajadores, los cuales exigían a sus patrones y a las autoridades locales recursos, como por ejemplo infraestructura, para poder practicar fútbol.
A nivel socio-cultural, no es extraño debido a los orígenes del fútbol en Chile que se sigan utilizando a día de hoy términos como “offline” o “foul”. El Doctor en Historia y periodista deportivo Gonzalo Serrano indica que el fútbol fue utilizado para mejorar problemáticas sociales que surgieron en la época, como por ejemplo, terminar con el alcoholismo que se disparaba en Chile a comienzos del siglo XX. Los Clubes Obreros de Fútbol permitieron la generación de espacios para practicar el deporte, pero en sus orígenes estas fueron usadas principalmente por la élite extranjera. Lo anterior sumado a la popularización de deporte dieron paso a que los jóvenes ejercieran la práctica en cuestión en lugares tales como calles, plazas e incluso los mismos puertos generando un estilo de juego denominado “fútbol de barrio” que presentan la mayoría de los profesionales chilenos a lo largo del siglo.
Por otro lado, los sectores obreros consideraban el fútbol como una actividad tanto intelectual como física en la que el fútbol era un instrumento de emancipación social, política y cultural. A vista de las autoridades políticas del país, el deporte ofrecía una alternativa de carácter saludable y disciplinada a la vida de las calles en barrios pobres, la cual era descrita como muy desordenada.
Por otra parte, la selección chilena fue constituida en 1910, participó en el estreno de la Copa América en 1916 y de la Copa Mundial en 1930, y debutó en los Juegos Olímpicos en 1928. Tras los descendientes británicos, pasó a ser practicado mayormente por los humildes rotos, convirtiéndose durante los años 1920 en un fenómeno social y un deporte popular urbano del país, tal como el baloncesto y el boxeo. Miles de personas comenzaron a concurrir a estadios improvisados, se multiplicaron las competencias en el país, ahora seguidas por la prensa, y surgieron los primeros ídolos.

### Era profesional

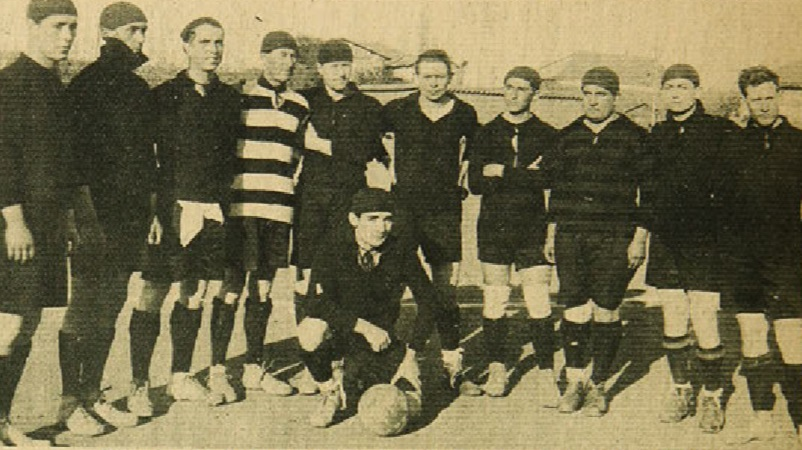
Equipo del Rangers de Talca en un partido frente a Santiago Badminton, 1923.

En 1925 un grupo de exjugadores del Club Social y Deportivo Magallanes liderados por David Arellano, futuro capitán, fundaron el primer equipo profesional, Colo Colo. Era tal el crecimiento de por la afición al fútbol la muerte de Arellano fue motivo de duelo nacional en 1927. En ese entonces, el fútbol Chileno estaba en manos de la federación de Fútbol de Chile (FFCh) y un año más tarde se fusionó con la Asociación de fútbol de Chile creando una sola entidad reconocida por la Conmebol. Para el año 1920, la asociación ya tenía 26.531 miembros posicionándose en la organización nacional de fútbol con más miembros en toda Latinoamérica de la respectiva época. Al poco tiempo, el fútbol chileno adoptó una postura notablemente profesional, tan así, que se formó oficialmente la primera división para dejar atrás el amateurismo marrón, que consiste en la práctica ilícita en que se retribuye a una persona por practicar un deporte. Gracias al gran avance que tuvo Chile en términos futbolísticos junto con la afiliación que tuvo la Asociación de fútbol de Chile con la FIFA, Chile pudo asistir al mundial de Uruguay el año 1930 teniendo como entrenador a Jorge Orth, aunque rara vez tenían éxito deportivo, lograron derrotar a Francia. Tal fue la euforia que el presidente de aquel año, Carlos Ibáñez del Campo, felicitó a los jugadores por medio de un telegrama.
En el marco de la prioridad deportiva dada por los gobiernos radicales (1938-1952), arribaron numerosos jugadores y entrenadores extranjeros —principalmente el húngaro Franz Platko, quien introdujo las tácticas en 1939—, aumentando la práctica, el nivel y el público en los recintos. En 1938 fue inaugurado el Estadio Nacional, donde Colo-Colo organizó el amistoso Campeonato Sudamericano de Campeones en 1948, que inspiró la fundación de la Liga de Campeones de la UEFA en 1955 y la Copa Libertadores de América en 1960 por su impacto mediático. Luis Valenzuela fue el presidente de la Conmebol entre 1939 y 1955. Fue iniciado el amistoso Torneo Internacional de Chile (1942-1977), disputado por equipos sudamericanos y europeos orientales, que tuvo el «mejor partido jugado en Chile del siglo XX» entre Checoslovaquia y Santos (4-6) en 1965. Fue fundada la Asociación Amateur en 1951, la nacional Copa Chile en 1958 y el Sindicato de Futbolistas Profesionales en 1960.
La selección chilena asistió a la Copa Mundial de 1950 y fue subcampeona continental en 1952, 1955 y 1956. En 1954 la federación, liderada por Carlos Dittborn, inscribió la candidatura para ser la sede de la Copa Mundial de 1962, definida durante el 30.º Congreso de la FIFA realizado en Lisboa (Portugal) en 1956, donde Chile fue elegido con 32 votos de 56 miembros. En 1957 asumió Fernando Riera —el «mejor entrenador chileno del siglo XX»—, quien ordenó la construcción del Complejo Deportivo Juan Pinto Durán para preparar a la selección, que subió al podio y Leonel Sánchez finalizó como goleador. El país dispuso el balón Crack —que estableció el estilo actual por su innovación: con forma esférica regular—, jugó ante Italia el partido conocido como la Batalla de Santiago —que permitió graduar el uso de la tarjeta penal por sus tipos de faltas— y difundió la canción «El rock del Mundial» de la banda Los Ramblers —su primera música oficial—.

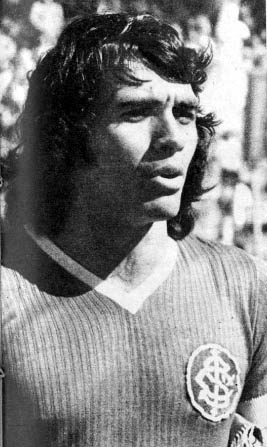
Elías Figueroa, el «mejor futbolista chileno del siglo XX».

Durante los años 1960, surgió una fuerte rivalidad entre Colo-Colo y Universidad de Chile. El Clásico Universitario entre el Ballet Azul y los Cruzados desplegaba un espectáculo artístico previo como competencia entre sus barras en el Estadio Nacional. Durante los años 1970, Elías Figueroa se consagró como un gran defensa del siglo XX, quien presentó la obstrucción «marcaje del torero» —con el que detuvo a Pelé— y fue el «mejor futbolista de Sudamérica» entre 1974 y 1976, y en los años 1980 Jorge Aravena, como un gran lanzador de «tiro libre» del siglo XX, quien estrenó el remate «gol imposible» en 1985. La selección chilena clasificó a las Copas Mundiales de 1966, 1974, 1982 y 1998 realizadas en Europa, y fue subcampeona de la Copa América en 1979 y 1987. Sucedió la Tragedia de Green Cross en 1961, el Partido fantasma en 1973, el Caso de los pasaportes falsos en 1979 y el Maracanazo de la selección chilena en 1989, el «mayor escándalo deportivo chileno del siglo XX».
En la elección de sede para el mundial de 1962 participó Argentina y Chile, luego de un denso congreso en 1956 para elegir el epicentro mundialista el director de la albiceleste terminó su discurso con la frase “Podemos hacer el mundial mañana mismo, lo tenemos todo”, ante esta jugada el representante Chileno Carlos Dittborn realizó una fantástica presentación la cual terminó con la frase “ Porque no tenemos nada, queremos hacerlo todo”. Ante esta inteligente participación del representante nacional, Chile fue elegido como sede para el mundial con un 57% de los votos. Este mundial tuvo años de organización con la gran ayuda del electo presidente de la república Jorge Alessandri Rodriguez, los planes de preparación se basaron principalmente en la mejora de infraestructura en los estadios de Santiago, Arica, Viña del mar y Rancagua, que fueron las ciudades donde se realizarán los partidos, sin embargo, el terremoto de Valdivia el año 1960 produjo derrumbes que afectaron todo el plan de preparación. A pesar de esta tragedia, el gobierno insistió en realizar el torneo mundial en Chile y se reconstruyeron los estadios afectados. Finalmente, el año 1962, llegó la marea futbolística mundial al terreno de la Roja, este evento se llevó a cabo desde el 30 de mayo al 17 de junio, dejando a Brasil como campeón mundial y a Chile en tercer lugar. Además de la gran alegría que trajo este mundial a Chile, provocó el reconocimiento del País a nivel mundial y fue un impulso económico necesario luego del terremoto y sus costos asociados.
Durante la dictadura se dió un cambio en la visión del fútbol. Este pasó de ser valorado de un modo únicamente competitivo a incluir los triunfos morales, lo que provocó un cambio en la mentalidad del futbolista chileno. Se pasa a tener mayores expectativas, valores y un sentimiento de identidad. Debido a esto, el fútbol funcionó como una herramienta para ver la construcción y el crecimiento de identidades colectivas, por lo que se puede ver como un vehículo de expresión emocional y sentimiento.
Por otro lado, también se denota una decadencia en el fútbol respecto del área tanto deportiva, como también de la ética. Esto se produjo ya que algunos dirigentes deportivos fueron reemplazados por el gobierno, y por otros escándalos relacionados al deporte, por ejemplo, el Caso Pasaportes en 1979, donde se falsifican los pasaportes de futbolistas del equipo juvenil para falsificar sus edades. Esto demuestra que el periodo de dictadura militar en Chile no sólo incidió en aspectos políticos, sino que también reflejó su poder en el área deportiva.
En 1978 el club deportivo de fútbol de la Universidad de Chile pasa a ser la Corporación de Fútbol Profesional de la Universidad de Chile (CORFUCH). Para el año 1980 la Universidad de Chile dio a conocer la situación económica del club, el cual tenía un gran deuda, por lo que la CORFUCH se separa completamente de la Universidad de Chile.
Durante los años 1990, se expandieron las hiperactivas barras bravas —como la Garra Blanca y Los de Abajo— y la selección contó con la dupla Za-Sa —una gran asociación del siglo XX—, conformada por los delanteros Iván Zamorano —un gran «cabeceador» del siglo XX, quien incorporó el remate «cabezazo suspendido» en 1985— y Marcelo Salas, el «mejor futbolista de Sudamérica» en 1997. En 1991 Colo-Colo ganó la Copa Libertadores y fue subcampeón mundial tras jugar la Copa Intercontinental, año en que la selección participó en el estreno de la Copa América Femenina. Fue creado el Instituto de Historia y Estadística del Fútbol Chileno en 1995 y el Instituto Nacional del Fútbol en 1997. Durante los años 2000, se instalaron las sociedades anónimas deportivas ante la quiebra de varios clubes. Militando en Colo-Colo, Francisco Huaiquipán creó el regate «falsa rabona» en 2002 y Jorge Valdivia, el «tiro al vacío» en 2006, cuando Humberto Suazo fue el «mejor goleador del mundo» y Matías Fernández, el «mejor futbolista de Sudamérica».
Durante los años 2010, el gobierno ejecutó el proyecto Red de Estadios Bicentenario, remodelando los principales del país con el estándar de la FIFA, y creó el plan «Estadio Seguro» en 2011, cuando el club Universidad de Chile ganó la Copa Sudamericana de manera invicta. Fue instaurado el Campeonato Nacional de Pueblos Originarios en 2012 y la Supercopa de Chile en 2013, y revelado el internacional FIFA Gate en 2015. Fue fundada la corporación cultural Gol Iluminado en 2007, que inició la Copa Americana de Pueblos Indígenas en 2015. La compañía Entel logró la «marca mundial del partido de exhibición con más jugadores» con 2.357 en el Estadio de La Florida en 2016. Apareció la Generación Dorada masculina en 2007, quienes integraron clubes destacados en Europa, mientras que por la selección chilena asistieron a las Copas Mundiales de 2010 y 2014, y ganaron la Copa América en 2015 y 2016. Matías Fernández enseñó el regate «rebote interior» en 2010, Charles Aránguiz, el remate «penal infalible» en 2012 y Arturo Vidal, el pase «cabezazo en el suelo» en 2017, quien se consagró como un gran todocampista del siglo XXI.
Fue fundada la organización solidaria Fútbol Más en 2008, que creó la inclusiva tarjeta verde el mismo año y la disciplina fitness baila fútbol en 2020. A nivel femenino, la ANFP inició la Primera División en 2008, Colo-Colo ganó la Copa Libertadores en 2012, surgió la Asociación de Jugadoras en 2016, y la selección debutó en la Copa Mundial en 2019 y los Juegos Olímpicos en 2020. Christiane Endler fue la «mejor portera del mundo» en 2021. Fue transmitido el Canal del Fútbol (2003-2021) en la televisión chilena.
Pese a que la primera aparición de las mujeres en el fútbol fue en los años 50s con la conformación de equipos femeninos a nivel amateur, fue a comienzos de los 90s cuando comenzó a hacerse más popular. En 1991 la federación de fútbol Chilena armó una selección nacional a manos del gran ex jugador Bernardo Bello para participar en el Torneo Sudamericano de Brasil. Este campeonato con el tiempo pasó a llamarse copa américa y en ese año tuvo la participación de solo 3 selecciones, Chile, Venezuela y Brasil y dejó a la Canarinha como líder del torneo.
En 1991 la Federación Internacional de Fútbol Asociado (FIFA) incorpora oficialmente la expresión femenina en forma competitiva. Debido a esto, en Chile la Asociación Nacional de Fútbol Profesional (ANFP) comenzó el primer proyecto de la Roja Femenina el mismo año en que la FIFA incorporó a las selecciones femeninas en su forma competitiva. El proyecto de la primera Roja Femenina de la ANFP había convocado a 400 mujeres de todo el país, donde solamente 18 de ellas fueron elegidas para representar al país ante duelos internacionales. Su primera actuación internacional fue en el Torneo Sudamericano de Brasil de 1991.

## Clubes

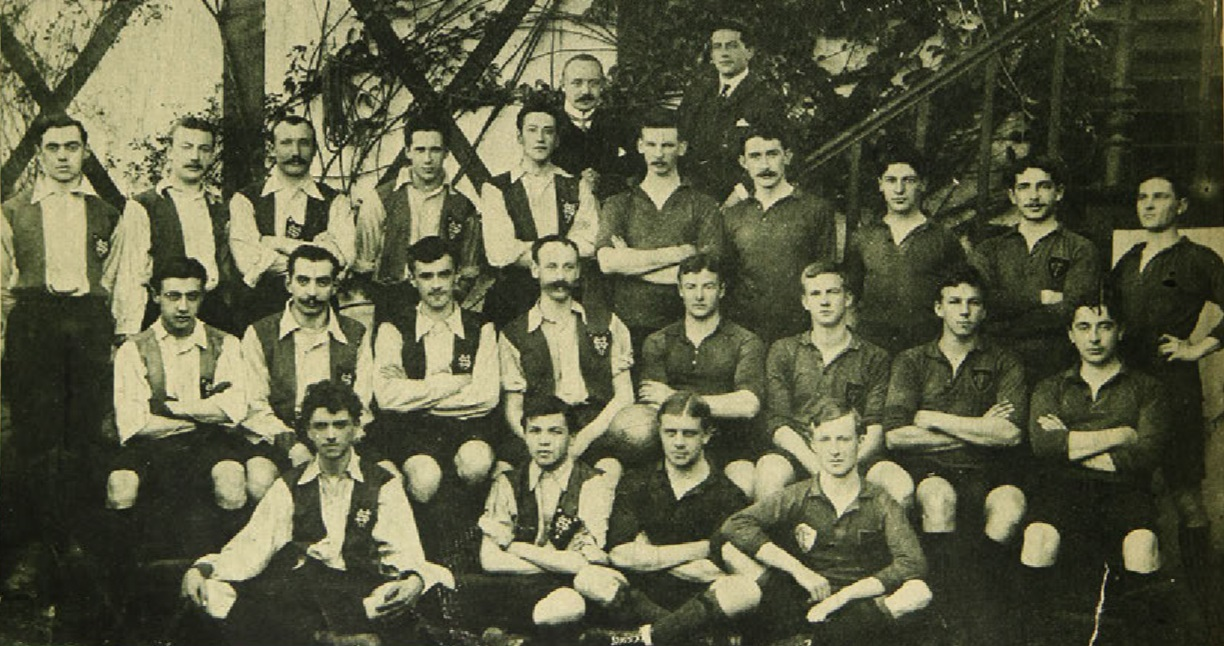
Planteles de los equipos Santiago National y Badminton en 1903.

#### Fútbol amateur
En tanto, el fútbol amateur cuenta con dos ligas por inscripción. El principal torneo amateur del país se denomina Tercera División A (Cuarta Categoría) desde 1982 y la segunda categoría amateur, en tanto, es la Tercera División B (Quinta Categoría) desde 1983. Ambos niveles reúnen similares condiciones y estructuras: los equipos participantes se dividen en áreas o zonas geográficas, los jugadores no deben pasar la edad de 25 años para poder competir en el torneo y las reglamentaciones tienden a reunir a equipos en vías de profesionalismo. Además, la ANFA reúne a todos los demás equipos aficionados a lo largo del país organizando anualmente un Campeonato Nacional de Fútbol Amateur en sede fija con la participación de los campeones de cada una de las 15 asociaciones regionales.

### Competiciones internacionales
Las principales que disputan los clubes chilenos son la Copa Libertadores de América y la Copa Sudamericana, siendo Chile el país del pacífico junto a Ecuador que ha ganado todas las copas continentales (tanto Copa Libertadores de América, Recopa Sudamericana y Copa Sudamericana) Adicionalmente, se disputa también la Recopa y en el pasado la Copa Interamericana. Desde los años 1990 la compañía local Milled confecciona los premios de los torneos continentales sudamericanos a nivel de clubes y selecciones en la comuna de Pedro Aguirre Cerda en Santiago.
Los cinco títulos internacionales oficiales de equipos chilenos son los siguientes:
- Copa Libertadores 1991: Colo-Colo, derrotando a Olimpia de Paraguay en la final.
- Recopa Sudamericana 1992: Colo-Colo, derrotando a Cruzeiro de Brasil.
- Copa Interamericana 1992: Colo-Colo, derrotando a Puebla F.C. de México.
- Copa Interamericana 1994: Universidad Católica, derrotando a Deportivo Saprissa de Costa Rica.
- Copa Sudamericana 2011: Universidad de Chile, derrotando a Liga de Quito de Ecuador en la final.

Además consiguieron un título internacional de club de carácter no oficial:
- Copa del Pacífico 1949: Magallanes, logró el primer lugar junto a Emelec y Barcelona de Guayaquil, ambos de Ecuador.

### Clásicos
Desde los orígenes del fútbol en Chile ha habido numerosas rivalidades, en gran medida pasajeras, las cuales han ido dando lugar a los partidos denominados «clásicos». Entre las primeras rivalidades que registra el fútbol chileno destacan la que existía a comienzos del siglo XX entre Magallanes y Santiago National, así como la que existía en el puerto de Valparaíso entre Santiago Wanderers y La Cruz Football Club. De la gran cantidad de partidos que han sido considerados clásicos, a continuación se ofrece una lista:

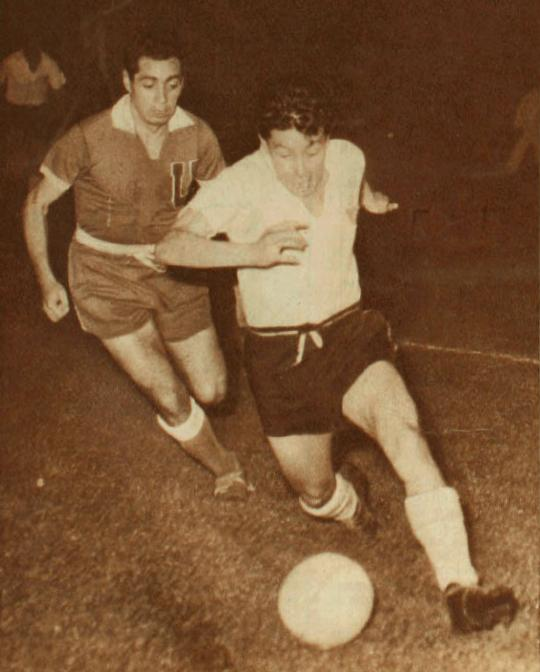
Superclásico disputado en 1959.

#### Principales clásicos
- El Clásico del fútbol chileno: Colo-Colo vs Universidad de Chile
- El Clásico Universitario: Universidad Católica vs Universidad de Chile
- El Clásico Colo-Colo - Universidad Católica
- El Clásico Cobreloa - Colo-Colo
- El Clásico Porteño: Everton vs Santiago Wanderers
- El Clásico de la Región de Coquimbo: Coquimbo Unido vs Deportes La Serena
- Los Clásicos de Colonias: Audax Italiano, Unión Española y Palestino
- El Clásico de la Región de Antofagasta: Cobreloa vs. Deportes Antofagasta

#### Otros clásicos
- El Clásico del Cobre: Cobreloa - Cobresal vs O'Higgins de Rancagua
- Clásico de Independencia: Universidad Católica vs Unión Española
- El Clásico del Aconcagua: Unión San Felipe vs Trasandino
- El Clásico Penquista: Fernández Vial vs Deportes Concepción
- El Clásico Huaso: O'Higgins de Rancagua vs Rangers de Talca
- El Clásico del Interior: San Luis de Quillota vs Unión La Calera
- El Clásico del Norte: Deportes Iquique vs San Marcos de Arica
- El Clásico del Maule: Rangers de Talca vs Curicó Unido
- Clásico Chorero: Huachipato vs Naval de Talcahuano
- Clásico Metropolitano: Magallanes vs Santiago Morning
- Clásico de la Chilenidad: Colo-Colo vs Magallanes
- El Clásico del Sur: Deportes Puerto Montt vs Deportes Provincial Osorno
- Clásico Deportes Temuco vs Club Deportivo Social y Cultural Iberia
- Clásico Deportes Puerto Montt vs Deportes Valdivia
- Clásico Deportes Temuco vs Deportes Puerto Montt
- Clásico Real del Maule: Rangers de Talca vs Deportes Linares

#### Clásicos extintos
- Clásico Unión Española vs Club Deportivo Social y Cultural Iberia
- Clásico La Cruz Football Club vs Santiago Wanderers.
- Clásico Magallanes vs Santiago National
- El Clásico Criollo: Audax Italiano vs Colo-Colo
- El Clásico de la Araucanía: Deportes Temuco vs Unión Temuco
- Clásico de Talca: Rangers de Talca vs 18 de Septiembre

## Selecciones nacionales
La selección de fútbol de Chile, conocida como La Roja, es el equipo representativo de ese país en las competiciones oficiales de fútbol. Disputó su primer partido hace 115 años, el 27 de mayo de 1910 contra Argentina.
El máximo anotador en su historia es Alexis Sánchez (43 goles), seguido por Eduardo Vargas (38 goles), Marcelo Salas (37 goles), e Iván Zamorano (34 goles)—, mientras que el jugador con más presencias es Alexis Sánchez (131 partidos) —seguido de Claudio Bravo (123 partidos), Gary Medel (123) y Gonzalo Jara (114 partidos)—.

### Copas Mundiales

Selección de Chile en España 1982.

La selección chilena ha participado en nueve Copas Mundiales:
- Uruguay 1930 (5.° lugar),
- Brasil 1950 (9.° lugar),
- Chile 1962 (3.er lugar),
- Inglaterra 1966 (13.er lugar),
- Alemania 1974 (11.° lugar),
- España 1982 (22.° lugar),
- Francia 1998 (16.° lugar),
- Sudáfrica 2010 (10.° lugar) y
- Brasil 2014 (9.º lugar).

El principal logro de la selección chilena ha sido alcanzar el tercer lugar del mundo, tras superar a Yugoslavia, en la Copa Mundial de 1962, en la cual fue el anfitrión; además, alcanzó el 5.º lugar en 1930, el 10.º lugar en 2010 y el 9.º lugar en Brasil 1950 y Brasil 2014.
A nivel de selecciones menores, Chile ha obtenido en dos oportunidades el tercer lugar: en la Copa Mundial de Fútbol Sub-17 de 1993 en Japón y en la Copa Mundial de Fútbol Sub-20 de 2007 en Canadá. Acogió la Copa Mundial Sub-20 de 1987, la Femenina Sub-20 de 2008 y la Sub-17 de 2015.

### Juegos Olímpicos
En el ámbito olímpico, la selección de Chile ha participado 4 veces en los Juegos Olímpicos: en Ámsterdam 1928, Helsinki 1952, Los Ángeles 1984 y en Sídney 2000. Su primer partido lo disputó frente a Portugal (perdió 4:2) y su mejor resultado fue obtener la medalla de bronce en Sídney 2000.
Con estos logros, la selección de fútbol de Chile es, junto con las selecciones nacionales de Alemania, Argentina, Brasil, España y Uruguay, una de las que ha obtenido alguno de los tres primeros lugares en la historia de los campeonatos adulto, sub-20, sub-17 y olímpico. También es el único de la lista que no ha ganado un título mundial.

### Copa América
A nivel regional, Chile se coronó campeón de la Copa América 2015, donde venció a la selección de Argentina en definición por penales 4:1 y fue campeón por segunda vez de la Copa América Centenario 2016 nuevamente ante la selección Argentina en definición por penales 4:2. Además, ha sido subcampeón en cuatro ocasiones: (1955, 1956, 1979 y 1987). Las selecciones masculina y femenina jugaron el partido inaugural de la primera edición, respectivamente en 1916 y 1991.

### Copa Confederaciones
A nivel de confederaciones, Chile ha tenido su única participación en la versión de Rusia 2017, torneo en el cual quedó como subcampeón tras perder 0-1 contra Alemania.

### Otros torneos
Fue campeón del Torneo Esperanzas de Toulon de 2009, prestigioso torneo no oficial de categoría sub-21.

## Futbolistas destacados
Es reconocido el «futbolista del año en Chile» mediante el Balón de Oro de la ANFP. El Círculo de Periodistas Deportivos de Chile entrega anualmente el Premio al mejor futbolista de Chile en las categorías masculina y femenina.

### Títulos
Futbolistas con más títulos en los equipos que formaron parte del plantel.
- Notas: Los jugadores activos están en cursiva.
Actualizado a octubre de 2022.[72][73]

| \| N.º \| Jugador \| Títulos \| \| --- \| --------------------- \| --------- \| \| 1 \| Arturo Vidal \| 26 \| \| 2 \| Claudio Bravo \| 22[n. 10] \| \| 3 \| Alexis Sánchez \| 21 \| \| 4 \| Eduardo Vilches \| 18 \| \| 4 \| Claudio Maldonado \| 18 \| \| 6 \| Jaime Pizarro \| 17 \| \| 7 \| José Pedro Fuenzalida \| 16 \| \| 7 \| Jorge Valdivia \| 16 \| \| 7 \| Johnny Herrera \| 16 \| \| 7 \| Marcelo Salas \| 16 \| \| 11 \| Gonzalo Fierro \| 15 \| \| 11 \| Lizardo Garrido \| 15 \| \| 11 \| Marcelo Ramírez \| 15 \| \| 14 \| Javier Margas \| 14 \| \| 14 \| Raúl Ormeño \| 14 \| |                       |         |
| N.º | Jugador               | Títulos |
| 1 | Arturo Vidal          | 26      |
| 2 | Claudio Bravo         | 22      |
| 3 | Alexis Sánchez        | 21      |
| 4 | Eduardo Vilches       | 18      |
| 4 | Claudio Maldonado     | 18      |
| 6 | Jaime Pizarro         | 17      |
| 7 | José Pedro Fuenzalida | 16      |
| 7 | Jorge Valdivia        | 16      |
| 7 | Johnny Herrera        | 16      |
| 7 | Marcelo Salas         | 16      |
| 11 | Gonzalo Fierro        | 15      |
| 11 | Lizardo Garrido       | 15      |
| 11 | Marcelo Ramírez       | 15      |
| 14 | Javier Margas         | 14      |
| 14 | Raúl Ormeño           | 14      |

### Goles
En la siguiente tabla se muestran los futbolistas chilenos con más goles en el profesionalismo.
- Notas: Los jugadores activos están en cursiva. Actualizado hasta abril de 2021.

| N.º | Jugador         | Goles |
| --- | --------------- | ----- |
| 1   | Osvaldo Castro  | 376   |
| 2   | Esteban Paredes | 361   |
| 3   | Iván Zamorano   | 350   |
| 4   | Marco Figueroa  | 321   |

| N.º | Jugador        | Goles |
| --- | -------------- | ----- |
| 5   | Sergio Salgado | 320   |
| 6   | Carlos Caszely | 308   |
| 7   | Jorge Aravena  | 301   |
| 8   | Humberto Suazo | 284   |

| N.º | Jugador          | Goles |
| --- | ---------------- | ----- |
| 9   | Francisco Valdés | 278   |
| 10  | Pedro González   | 275   |
| 11  | Ivo Basay        | 263   |
| 12  | Marcelo Salas    | 262   |

### Tiros libres
Futbolistas anotadores mediante lanzamiento de tiro libre.
- Nota: Actualizado hasta 2020.

| N.º | Jugador          | Goles |
| --- | ---------------- | ----- |
| 1   | Jorge Aravena    | 62    |
| 2   | Jaime Riveros    | 58    |
| 3   | Jorge Contreras  | 55    |
| 4   | Franklin Lobos   | 50    |
| 5   | José Luis Sierra | 35    |

### Clasificación de la FIFA
Lista con los futbolistas chilenos que han estado entre los primeros veinte lugares de la clasificación de la FIFA desde 1991, de tipo electiva y anual a nivel adulto y mundial. Hasta 2009 corresponde al premio Jugador Mundial de la FIFA; entre 2010 y 2015, al FIFA Balón de Oro; y desde 2016, al The Best FIFA.
- Notas: Los jugadores activos están en cursiva. Actualizado hasta 2018.

| Futbolista     | Mejor puesto | Año(s)      |
| -------------- | ------------ | ----------- |
| Iván Zamorano  | 7.°          | 1991 y 1995 |
| Alexis Sánchez | 10.°         | 2015        |
| Marcelo Salas  | 12.°         | 1997        |
| Arturo Vidal   | 17.°         | 2015        |

## Colaboradores destacados

### Entrenadores
Después de los mencionados en la introducción. Ganaron al menos dos títulos anuales de la Primera División de Chile, alguno de ligas nacionales extranjeras o destacaron con una selección chilena.
Siglo XX
- Arturo Torres
- Hugo Tassara
- Hernán Carrasco
- Francisco Hormazábal
- Luis Santibáñez
- Pedro Morales
- Pedro García
- Carlos Reinoso
- Ignacio Prieto
- Arturo Salah
- Orlando Aravena
- Jorge Socías
- Nelson Acosta
- César Vaccia

Siglo XXI
- Jorge Pellicer
- José Sierra
- Mario Salas
- José Letelier

### Árbitros
Han sido nominados como árbitro principal en alguna Copa Mundial absoluta masculina o femenina, o han dirigido en finales de torneos continentales sudamericanos.
Siglo XX
- Carlos Fanta
- Alberto Warnken
- Sergio Bustamante
- Carlos Robles
- Claudio Vicuña
- Domingo Massaro
- Rafael Hormazábal
- Juan Silvagno Cavanna
- Gastón Castro
- Hernán Silva
- Salvador Imperatore
- Mario Sánchez

Siglo XXI
- Carlos Chandía
- Pablo Pozo
- Enrique Osses
- Julio Bascuñán
- María Carvajal
- Roberto Tobar

### Periodistas
Siglo XX
- Renato González
- Julio Martínez
- Sergio Livingstone
- Sergio Brotfeld
- Alberto Fouillioux
- Edgardo Marín
- Julio Salviat

Siglo XXI
- Aldo Schiappacasse
- Felipe Bianchi
- Francisco Sagredo
- Cristian Arcos

### Relatores
Siglo XX
- Julio Martínez
- Nicanor Molinare
- Milton Millas
- Pedro Carcuro

Siglo XXI
- Luis Tapia
- Claudio Palma
- Alberto López
- Ernesto Díaz

### Dirigentes
Siglo XX
- Juan Ramsay
- Luis Valenzuela
- Robinson Álvarez
- Carlos Dittborn
- Juan Pinto
- Miguel Nasur

Siglo XXI
- Harold Mayne-Nicholls
- Arturo Salah

## Variantes

### Fútbol femenino
Creada en 2008 la Primera División de fútbol femenino está compuesta por 16 equipos. Desde 2019 existe también la Primera B. En ambos casos se dividen por grupos, siendo la Primera División en dos grupos y la Primera B en tres. En las dos categorías se establecen play-offs para definir al equipo campeón. En el caso de la Primera División, actualmente el campeón es Santiago Morning, mientras que la Primera B no puede desarrollarse desde 2019 debido a, primeramente, el Estallido social de 2019, y posteriormente la pandemia del covid-19 durante el 2020 y 2021.

#### Competiciones internacionales de clubes
A nivel internacional, los equipos femeninos de fútbol disputan desde 2009 la Copa Libertadores de América Femenina, en cuya segunda versión el equipo de Everton se consagró subcampeón, disputando la final frente a Santos de Brasil, y Colo-Colo también consiguió un subcampeonato en la Copa Libertadores de 2011 y en 2012 se titulan campeonas de la Copa Libertadores Femenina 2012 tras vencer en la final al equipo brasileño de Foz Cataratas, convirtiéndose en el segundo club de América en obtener la versión masculina y femenina del torneo.
- Copa Libertadores Femenina 2012: Colo-Colo Femenino, saldria campeón tras derrotar por penales a Foz Cataratas de Brasil en la Final.

#### Selección femenina

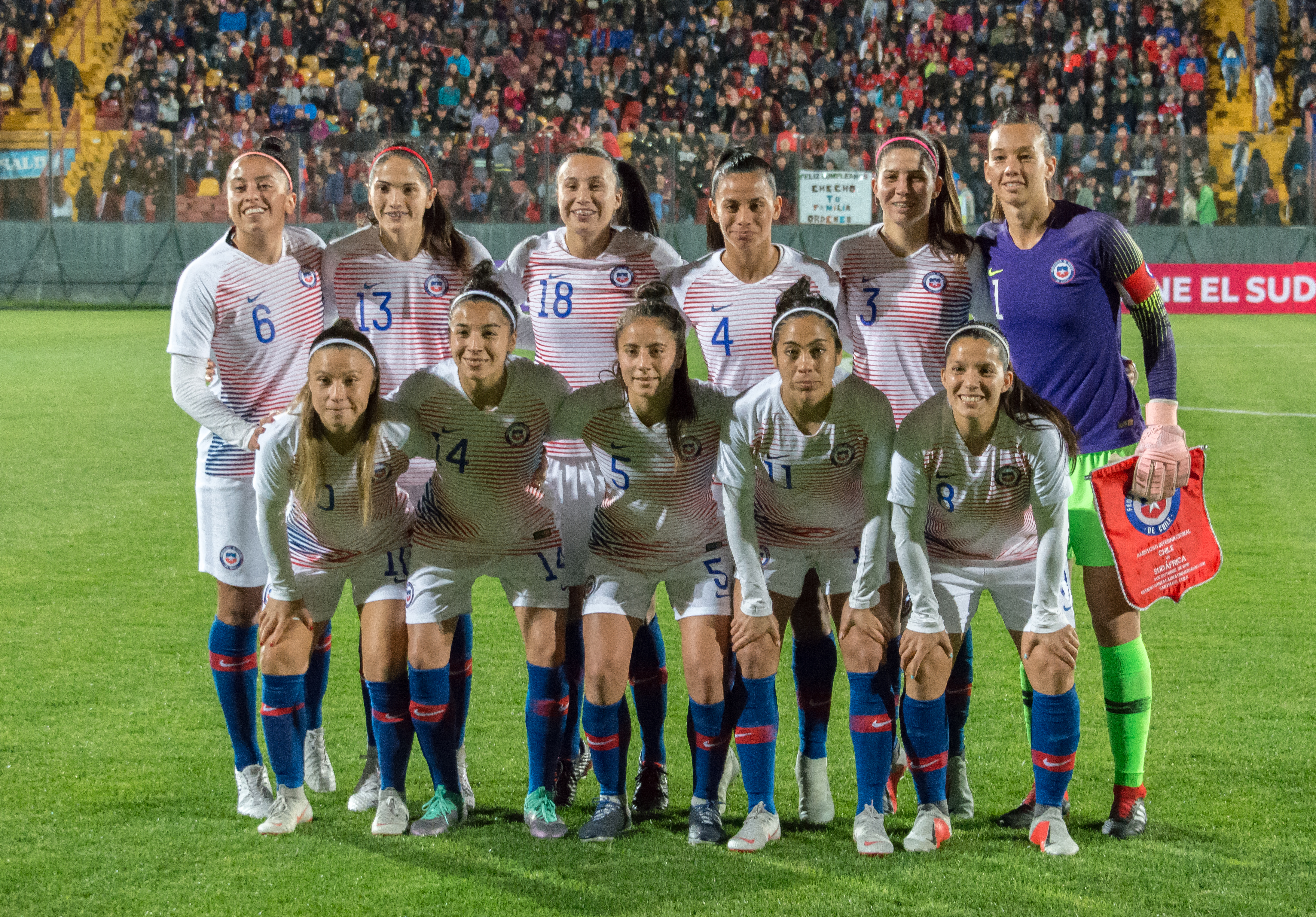
Formación de la selección femenina de fútbol de Chile previo a un amistoso en 2018.

La selección femenina de fútbol de Chile es el equipo representativo del país en las competiciones oficiales de fútbol femenino. Su única participación en un torneo internacional es en el Sudamericano Femenino, donde obtuvo un segundo lugar en 1991 y tercero en 1995 y en 2010.
A nivel juvenil, participó en la Copa Mundial Sub-20 de 2008, a la que clasificó por ser anfitrión, y en la Copa Mundial Sub-17 de 2010 realizada en Trinidad y Tobago. En 2010, la selección sub-15 obtuvo la medalla de oro en la edición inaugural de los Juegos Olímpicos de la Juventud.

### Fútbol freestyle
Han destacado Catalina Vega, quien integró el Cirque du Soleil, y Felipe Poblete.

### Fútbol playa
La Selección de fútbol playa de Chile es el equipo representativo del país en las competiciones oficiales de fútbol playa de la Categoría adulta. Su organización está a cargo de la Federación de Fútbol de Chile, la cual es miembro de la Conmebol.
La selección chilena de Fútbol Playa fue nominada por Miguel Ángel Gamboa luego de ver el desarrollo del primer Campeonato Oficial de fútbol playa de Chile organizado por la ANFP, que se realizó el verano de 2008 en las ciudades de Viña del Mar, La Serena, Pucón e Iquique. El campeón nacional de este torneo fue el Círculo Italiano de Iquique. El actual seleccionador de la selección es Roberto Álamos, hijo del afamado director técnico chileno Luis Álamos.
Cómo máximo logro hasta la fecha se cuenta la Copa Latina 2010.

### Fútbol sala
Hasta la fecha, el club chileno que ostenta un título internacional es Universidad Católica al ganar el Campeonato Grupo E-3 (Madrid), España, en 1988, representando en ese entonces al CDUC. La Primera División de Futsal de Chile recién comenzó a funcionar formalmente en 2010 y en dicho torneo se coronó campeón Unión Española.

### Fútbol universitario
El primer antecedente de una competición futbolística universitaria en Chile tuvo lugar con los Clásicos Universitarios de 1909, entre las selecciones estudiantiles de la Universidad de Chile y la Universidad Católica, los que al fundarse en forma oficial en los clubes Universidad de Chile y Universidad Católica, respectivamente, dieron inicio al llamado Clásico Universitario, caracterizados además por los espectáculos artísticos realizados por las barras, conformadas principalmente por estudiantes de ambas casas de estudios. No obstante, con el predominio del profesionalismo y la irrupción de las barras bravas, el carácter universitario perdió fuerza e identidad en el ambiente futbolístico.
Actualmente, su organización está a cargo de la Federación Nacional Universitaria de Deportes y la máxima competición futbolística a nivel universitario en Chile es la Copa Universia, dividida en una sección para varones y otra para damas. Su origen tuvo lugar en 2001, cuando la red Universia creó una sección especialmente orientada a la difusión del deporte universitario, que debutó oficialmente en abril de 2002 y que cuenta con la colaboración de FENAUDE y ADUPRI. En el torneo participan selecciones de fútbol de las universidades e instituciones de educación superior socias de Universia Chile con sede en Santiago, y aquellas de otras regiones especialmente invitadas por la organización (sólo sección de varones), las que deben integrar sus equipos sólo con alumnos regulares de pregrado.

### Juegos
- Escondida con pelota:[84]
- Hoyito patá:[85]
- Metegol:
- Que no caiga:[86]

### Taca taca
Es realizado anualmente desde 2012 el Campeonato Nacional de Taca Taca entre estudiantes universitarios de 18 a 24 años, organizado por la bebida Limón Soda producida por la Compañía de Cervecerías Unidas.

## Estadios
Dada la gran difusión del fútbol en Chile, prácticamente cada ciudad, pueblo o aldea del país, cuenta con un estadio o una cancha de fútbol. El principal coliseo deportivo del país es el Estadio Nacional, inaugurado en 1938, y sede la Selección chilena de fútbol. En este se jugó la final de la Copa Mundial de Fútbol de 1962. También ha albergado múltiples ediciones de la Copa América y finales de la Copa Libertadores.
En el marco del Legado Bicentenario, durante el primer mandato de Michelle Bachelet y la gestión de Harold Mayne Nicholls como presidente de la ANFP, se inauguraron cinco nuevos estadios (en Temuco, Chillán, Quillota, La Florida y Coquimbo), más uno en el sector Higueras de Talcahuano (cuya reconstrucción fue financiada por la CAP), permitiendo una renovación de la infraestructura deportiva. En el mandato de Sergio Jadue como presidente de la ANFP, y durante el mandato de Sebastián Piñera, se inauguraron ocho nuevos estadios en Arica, Antofagasta, Copiapó, Valparaíso, Quillota, Rancagua, Talca, Curicó, y Puerto Montt. Además de la pronta inauguración de los estadios de Calama, La Serena, Viña del Mar y Concepción.
Cinco equipos profesionales poseen estadio propio en Chile: Unión Española, Huachipato, Universidad Católica, Colo-Colo (en Primera División) y Cobreloa (en Primera B). Los principales estadios del país, ordenados por capacidad, son:

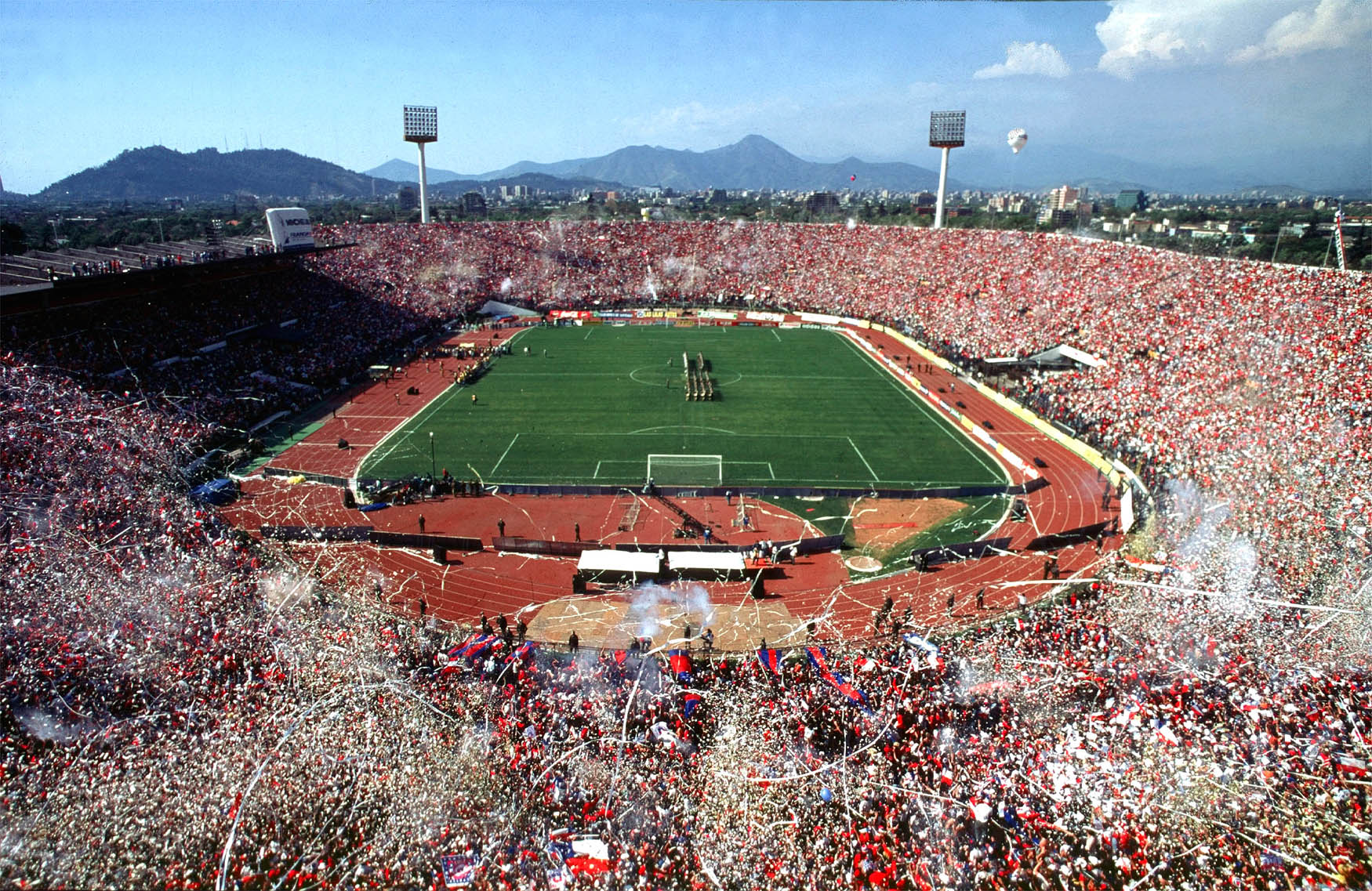
Estadio Nacional durante un partido de la selección.

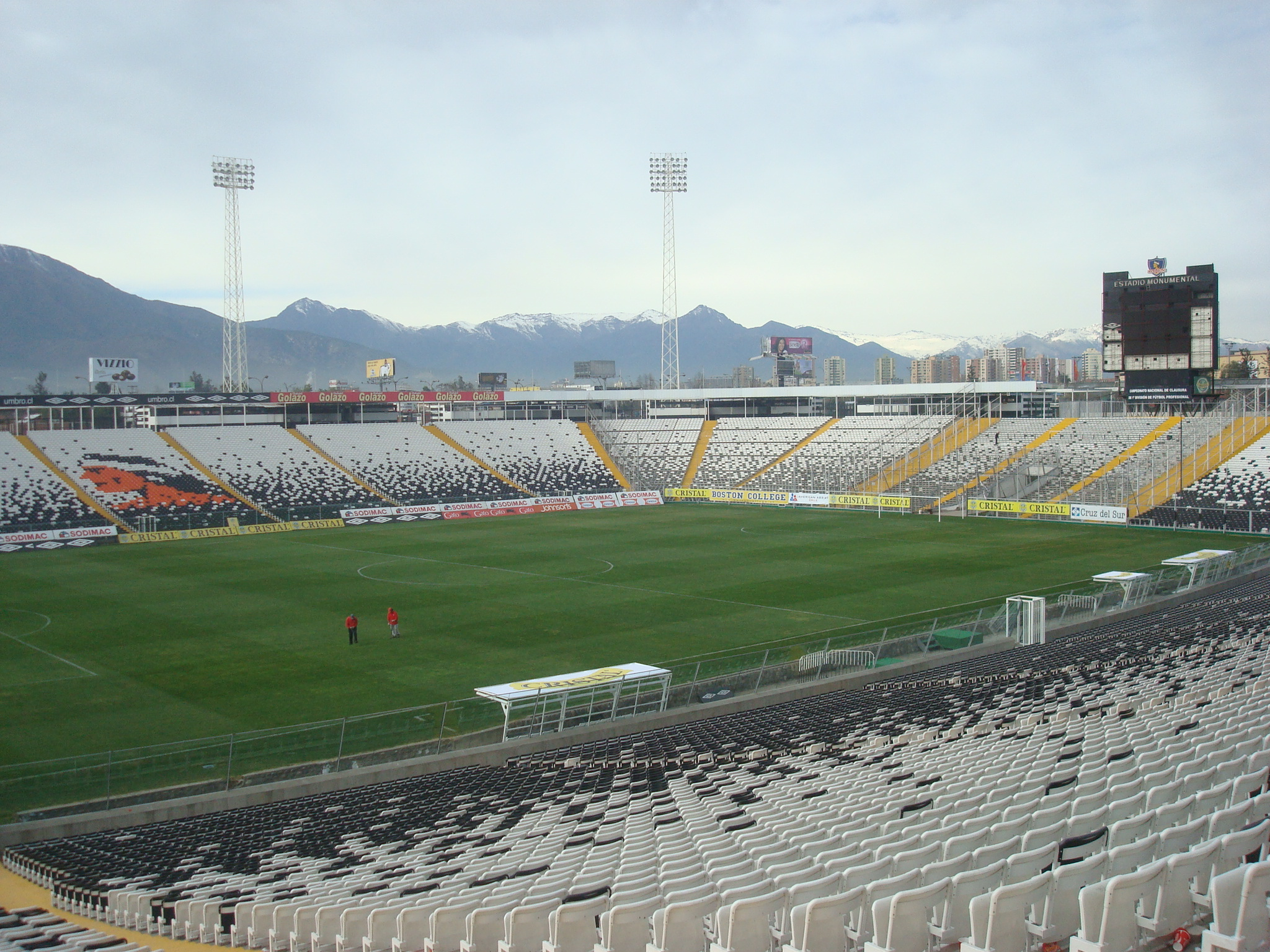
Estadio Monumental.

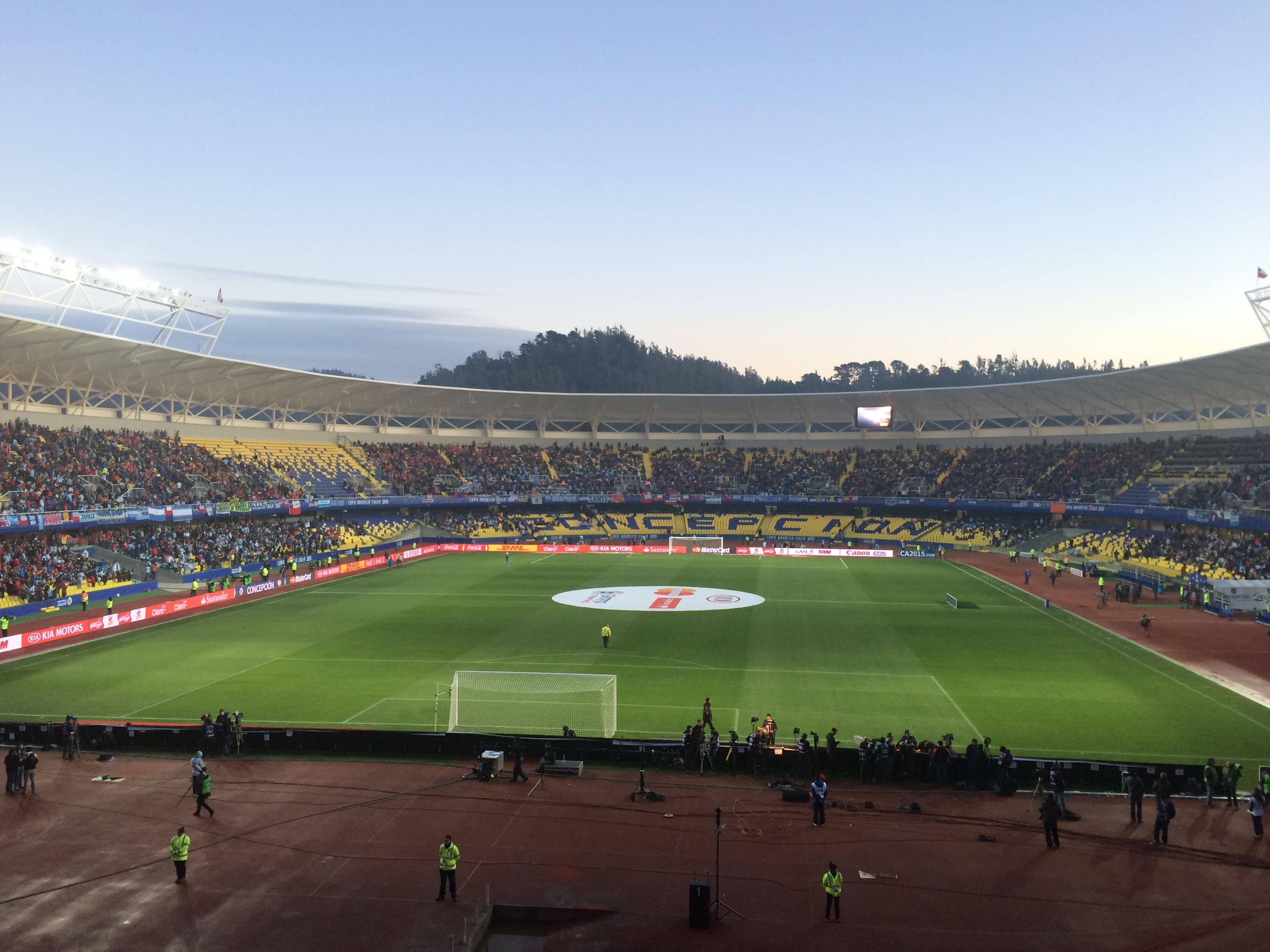
Estadio Municipal de Concepción.

| Estadio                                 | Capacidad | Comuna / ciudad         | Inauguración |
| --------------------------------------- | --------- | ----------------------- | ------------ |
| Nacional Julio Martínez Prádanos        | 46 190    | Ñuñoa, Santiago         | 1938         |
| Monumental                              | 43 667    | Macul, Santiago         | 1989         |
| Municipal Alcaldesa Ester Roa Rebolledo | 29 591    | Concepción              | 1962         |
| Regional Calvo y Bascuñán               | 21 178    | Antofagasta             | 2013         |
| Elías Figueroa                          | 20 575    | Valparaíso              | 2014         |
| San Carlos de Apoquindo                 | 20 249    | Las Condes, Santiago    | 1988         |
| Santa Laura-Universidad SEK             | 19 887    | Independencia, Santiago | 1923         |
| Sausalito                               | 19 200    | Viña del Mar            | 1929         |
| Francisco Sánchez Rumoroso              | 18 750    | Coquimbo                | 2008         |
| Germán Becker                           | 18 500    | Temuco                  | 2008         |
| La Portada                              | 18 500    | La Serena               | 1952         |
| Fiscal de Talca                         | 16 070    | Talca                   | 1930         |
| Carlos Dittborn                         | 14 373    | Arica                   | 2012         |
| El Teniente                             | 15 600    | Rancagua                | 1945         |
| Zorros del Desierto                     | 13 000    | Calama                  | 2015         |
| Bicentenario de La Florida              | 12 000    | La Florida, Santiago    | 2008         |
| Nelson Oyarzún                          | 12 000    | Chillán                 | 2008         |
| El Cobre                                | 12 000    | El Salvador             | 1980         |
| Rubén Marcos Peralta                    | 10 800    | Osorno                  | 1940         |
| Huachipato-CAP                          | 10 579    | Talcahuano              | 2009         |
| Tierra de Campeones                     | 10 000    | Iquique                 | 1993         |
| Chinquihue                              | 10 000    | Puerto Montt            | 2013         |
| Nicolás Chahuán                         | 10 000    | La Calera               | 1950         |
| Municipal Javier Muñoz Delgado          | 10 000    | San Felipe              | 1958         |
| Municipal de La Cisterna                | 6 000     | La Cisterna, Santiago   | 1988         |

## Cultura popular
Según una encuesta realizada por GfK Adimark en 2019, al 50 % de la población chilena le interesa el fútbol y un 13 % lo practica, siendo transversal por nivel socioeconómico y predominante en la generación Z y Región Metropolitana.
Medios de comunicación
- Show de goles (1975-presente)
- Futgol (1989-2003)
- En el nombre del fútbol (2006-2018)
- Terra de Gurú (2012-2014)

Cine
El registro cinematográfico más antiguo de fútbol en Chile que se puede ver en la actualidad es una grabación de un partido intercity de 1911 entre Santiago y Valparaíso, contenida en el documental Recordando (1961). Hubo otros filmes anteriores que registraron partidos de fútbol jugados en el país, pero no han sobrevivido.
- Historias de fútbol (filme de 1997 del director Andrés Wood)
- Azul y blanco (filme de 2004 del director Sebastián Araya)
- Raza brava (documental de 2008 del director Hernán Caffiero)
- Ojos rojos (documental de 2010 de los directores Juan Ignacio Sabatini, Juan Pablo Sallato e Ismael Larraín)
- El sueño de todos (documental de 2014)

Música
- «El rock del Mundial»,[94][95] canción del grupo Los Ramblers,[96] hecha con motivo de la celebración de la Copa Mundial de Fútbol de 1962 en Chile.[97]
- «Sed de gol», canción del cantautor Joe Vasconcellos.
- Pasión de multitudes (2003) y «La cábala» (del álbum Alegría y subversión, 2009), «álbum conceptual en torno al fútbol en Chile»[98] y canción «homenaje al fútbol local»[99] de la banda Los Miserables.
- «Gol», canción de Ana Tijoux.

Historieta
- Barrabases

Pintura
- El primer gol del pueblo chileno